# Tseng Kwong Chi
Tseng Kwong Chi (cinese tradizionale: 曾廣智; pinyin: Céng Guǎngzhì; Hong Kong, 6 settembre 1950 – New York, 10 marzo 1990) è stato un fotografo hongkonghese naturalizzato statunitense.

## Biografia
Nato a Hong Kong, Tseng Kwong Chi si trasferì in Canada con la famiglia all'età di sedici anni. Studiò pittura all'Académie Julian per un anno prima di dedicarsi alla fotografia. Si affermò come membro del circolo degli artisti newyorchesi che raggiunsero il successo durante gli anni ottanta, tra cui Keith Haring, Kenny Scharf e Cindy Sherman. Viene ricordato soprattutto per la serie di autoritratti intitolata East Meets West, in cui ha dato vena alla propria vena surrealista ritraendosi vestito come Mao davanti a luoghi turistici come la statua della libertà, Notre Dame de Paris, Disneyland e il World Trade Center.
Molto influenzato dall'opera di Brassaï e Henry Cartier Bresson, fotografò in numerosissime occasioni l'amico e collega Keith Haring mentre realizzava murali, installazioni artistiche, graffiti e body painting. Le sue opere sono esposte al Guggenheim Museum di New York e il Museum of Modern Art di San Francisco.
Dichiaratamente omosessuale, fu impegnato in una relazione con Robert-Kristoffer Haynes per sette anni fino alla morte, avvenuta a New York all'età di trentanove anni a causa dell'AIDS.

## Opere
- Tseng Kwong Chi & Richard Martin, Tseng Kwong Chi ((Kyoto Shoin International Co., Ltd / Art Random, Kyoto, Japan, 1990)
- Tseng Kwong Chi, Ambiguous Ambassador (Nazraeli Press, 2005)
- Kwong Chi Tseng, Tseng Kwong Chi, Citizen of the World (Ben Brown Fine Arts Hong Kong, 2014)
- Tseng Kwong Chi, Amy Brandt, Alexandra Chang, Lynn Gumpert, Joshua Takano Chambers-Letson, Muna Tseng, Tseng Kwong Chi: Performing For the Camera (Chrysler Museum of Art, Grey Art Gallery, New York University in association with Lyons Artbooks, 2015)